# Давыдов, Иван Евгеньевич
Давыдов Иван Евгеньевич (6 [19] апреля 1906 года — 5 июня 1963) — участник Великой Отечественной войны, командир 955-го стрелкового полка 309-й Пирятинской стрелковой дивизии 40-й армии Воронежского фронта, майор. Герой Советского Союза (1943).

## Биография
Родился 6 (19) апреля 1906 года в селе Лукашевка (ныне — Красноградского района Харьковской области Украины) в семье крестьянина. Украинец.
Окончил 6 классов. Трудиться начал с июля 1914 года сначала пастухом, потом чернорабочим. С августа 1918 года по июль 1922 года — жил с родителями, а после их смерти — со старшим братом. (По другим данным — отец и мать умерли в 1919 году после пыток карательными отрядами войск генерала Деникина за то, что отец был председателем комитета бедноты, а два старших брата и сестра воевали в рядах Красной Армии).
С июля 1922 года по декабрь 1923 года работал чернорабочим по ремонту железной дороги на станции Полтава-Южная. С декабря 1923 по январь 1925 работал в городе Красноград Харьковской области грузчиком на мельнице. С января 1925 года по октябрь 1928 года жил и работал в своём хозяйстве в селе Ново-Григорьевка Лукашевского сельского совета Зачепиловского района Харьковской области. Член ВЛКСМ с 1922 по 1932 годы.
В Красной Армии — с 1928 года. Был курсантом полковой школы, затем — зачислен в 74-й стрелковый полк 25-й Чапаевской стрелковой дивизии (Полтава), где прослужил до 1939 года. Член КПСС (партийный билет № 05539821) с февраля 1938 года.
С ноября 1935 по май 1936 — слушатель Военно-хозяйственных курсов военной академии имени Молотова (Харьков). В мае 1936 года был назначен командиром роты тяжёлого оружия 74-го стрелкового полка 25-й стрелковой дивизии. В августе 1937 года Давыдов становится слушателем Высших курсов штабных командиров и курсов командиров полков «Выстрел» академии имени Фрунзе (Москва), где учился до июня 1939 года. С июня 1939 года — возглавил разведывательный батальон 791-го стрелкового полка 135-й стрелковой дивизии (город Острог Ровенской области). Участвовал в освободительных походах советских войск в Западную Украину 1939 года и в Бессарабию 1940 года.
Участник Великой Отечественной войны с июня 1941 года, сражался на Юго-Западном, Воронежском и 1-м Украинском фронтах. За годы войны был трижды ранен.
В ноябре 1942 года Давыдову было поручено возглавить 955-й стрелковый полк 309-й стрелковой дивизии (Воронежский фронт). В качестве командира этого полка майор Иван Давыдов в ночь на 24 сентября 1943 года с передовым батальоном под сильным огнём противника форсировал Днепр в районе села Монастырёк (ныне в черте посёлка городского типа Ржищев Киевской области Украины), овладел плацдармом и обеспечил переправу главных сил. Только за период с 25 сентября по 3 октября 1943 года полк Давыдова отразил 47 контратак противника.
В должности командира 955-го стрелкового полка Давыдов пробыл до декабря 1943 года, после чего стал заместителем командира 309-й (на тот уже момент Пирятинской) стрелковой дивизии. В январе 1944 года он получил ранение и был отправлен на излечение в Московский военный госпиталь № 5004. С сентября 1944 года вновь возглавил полк — 981-й стрелковый полк 253-й стрелковой дивизии (1-й Украинский фронт). В феврале 1945 года он вновь был ранен и эвакуирован в Львовский военный госпиталь № 47617. В марте 1945 года стал заместителем командира 314-й стрелковой дивизии (1-й Украинский фронт).
После войны И. Е. Давыдов получил отпуск по ранению и болезни. В июле 1945 года он начал преподавательскую деятельность на курсах Местных органов военного управления (Новосибирск), где вёл занятия по тактике. В декабре 1945 года становится старшим преподавателем по тактике, а в марте 1946 года — заместителем начальника курсов МОВУ по строевой части (город Ленинск-Кузнецкий Кемеровской области). С мая по сентябрь 1946 года возглавлял тактический цикл на тех же курсах.
С декабря 1948 года по август 1951 года работал председателем колхоза «Красная Заря», затем на той же должности в колхозе «Большевик» (село Солдатское Ракитянского района Курской области, а ныне Белгородской области).
Умер 5 июня 1963 года, похоронен на мемориале «Братская могила» в городе Красноград Харьковской области Украины.

### Семья
- Жена — Давыдова Наталья Григорьевна (род. 1922).
- Дети — сын Иван (род. 1927), дочь Евгения (род. 1946), сын Виталий (род. 1947).

## Награды
- Указом Президиума Верховного Совета СССР от 23 октября 1943 года за образцовое выполнение боевых заданий командования на фронте борьбы с немецко-фашистскими захватчиками и проявленные при этом мужество и героизм, майору Давыдову Ивану Евгеньевичу присвоено звание Героя Советского Союза с вручением ордена Ленина и медали «Золотая Звезда» (№ 3181).
- Награждён также двумя орденами Красного Знамени (июль, август 1943 года), орденом Красной Звезды (ноябрь 1944 года), а также медалями.